# 吉鸿昌旧居
吉鸿昌旧居，又名“红楼”，是察哈尔民众抗日同盟军第2军军长、北路前敌总指挥，中国抗日将领吉鸿昌在天津的故居。主楼建于1917年，位于当时的天津法租界的霞飞路（Avenue Joffre）（今和平区花园路5号），作为天津租界时代留存下来的重要建筑之一，该建筑目前是天津市文物保护单位和重点保护等级历史风貌建筑。

## 历史
吉鸿昌旧居由比利时房产商义品公司工程师沙德利设计并于1917年建成，1930年，吉鸿昌购买此楼并于1933年居于此。1934年，吉鸿昌在天津参与组织中国人民反法西斯大同盟，准备再次“武装抗日”。同年11月9日，在天津被国民党军统特务枪伤，被天津法租界工部局交给国民政府逮捕，同年11月24日在北平陆军监狱被殺。

## 建筑
吉鸿昌旧居为二层砖木结构楼房、局部为三层（设有地下室），建筑面积1000多平方米，平房2间，共有楼房11间，外立面为清水红砖与混水装饰线，红瓦坡顶。建筑平面呈不对称布局。吉鸿昌当时为了进行抗日活动，将二楼的3个门改成7个门并使楼内各门之间相通，楼上南侧为客厅，墙壁上悬挂他的书法条幅：松间明月长如此；身外浮云何足论。建筑三楼为当时地下党的秘密印刷室。

## 内部链接
- 吉鸿昌